# کاتیایانا (بودایی)
کاتیایانا (انگلیسی: Kātyāyana؛ (زبان سانسکریت؛ زبان پالی: Kaccāyana، که گاهی به Kaccāna خلاصه می‌شود؛ همچنین Mahākaccāna یا Mahākaccāyana) شاگرد گوتاما بودا بود. او به عنوان یکی از ده شاگرد اصلی فهرست شده است و در بسط و توضیح بیانات مختصر بودا پیشترین بود.